# Jean de Savigny
Jean de Savigny, mort  janvier 1315, est un prélat français du XIIIe siècle et du début du XIVe siècle. 

## Biographie
Jean de Savigny monte sur le siège de Nevers en 1296. Il est chargé souvent des négociations difficiles et importantes. Dès la première année de son épiscopat, il est député à Rome par le clergé de France pour faire part au pape Boniface VIII des besoins de l'église, et l'année suivante le pape le commet pour visiter et réformer l'abbaye de Fontevrault.
En 1305 il reçoit à Nevers le pape Clément V. En 1310, il assiste au concile provincial de Paris, et l'année suivante il est un des pères du concile général de Vienne, tenu par Clément V. En 1313 il consacre l'église collégiale de  Tannay.